# Conus richardbinghami
Conus richardbinghami là một loài ốc biển, là động vật thân mềm chân bụng sống ở biển trong họ Conidae.

## Miêu tả
Độ dài vỏ lớn nhất ghi nhận được là 35 mm.

## Môi trường sống
Độ sâu nhỏ nhất ghi nhận được là 1 m. Độ sâu lớn nhất ghi nhận được là 20 m.

## Hình ảnh

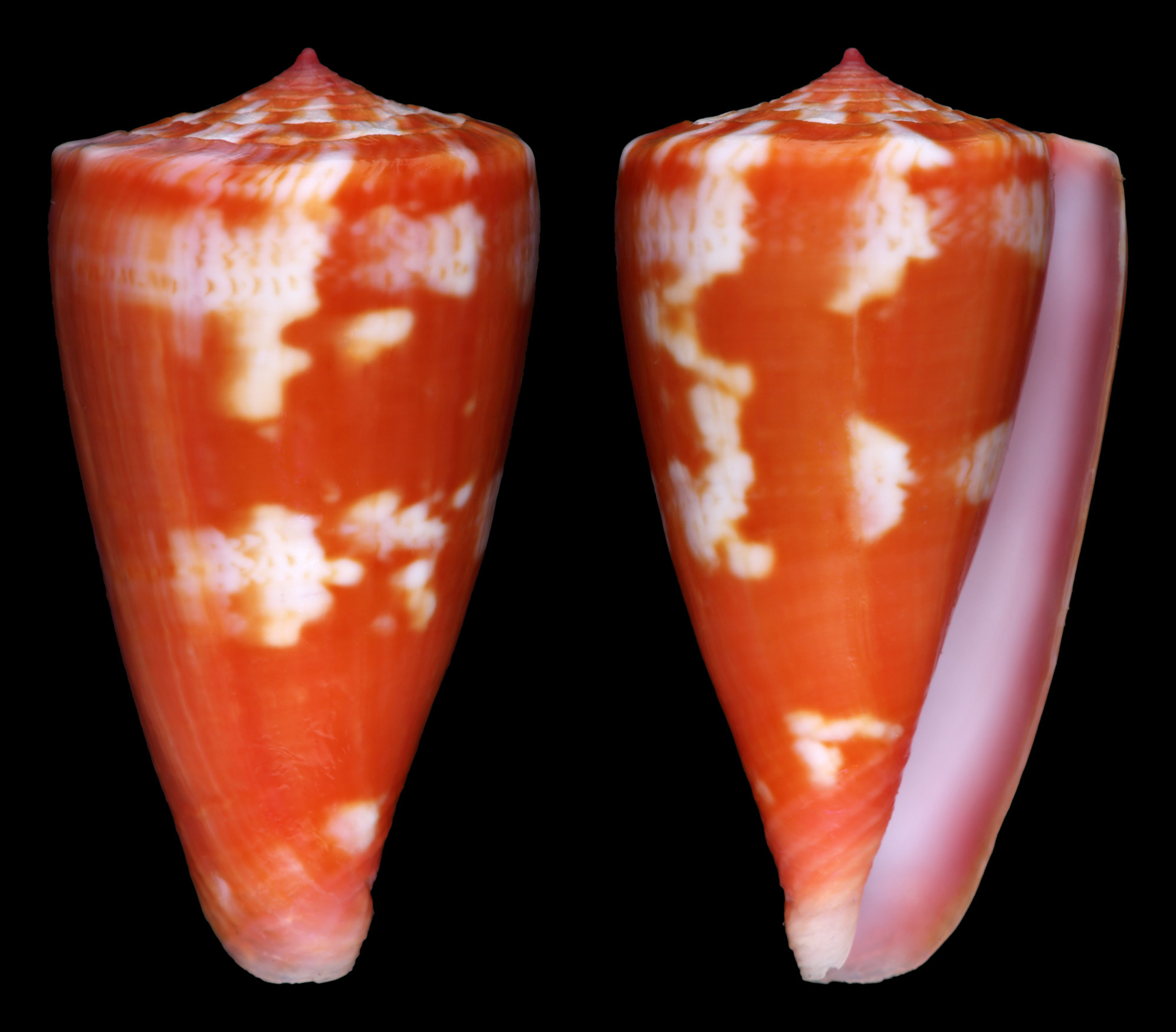